# Nordwind Airlines

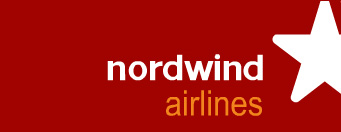
Ancien logo de la compagnie

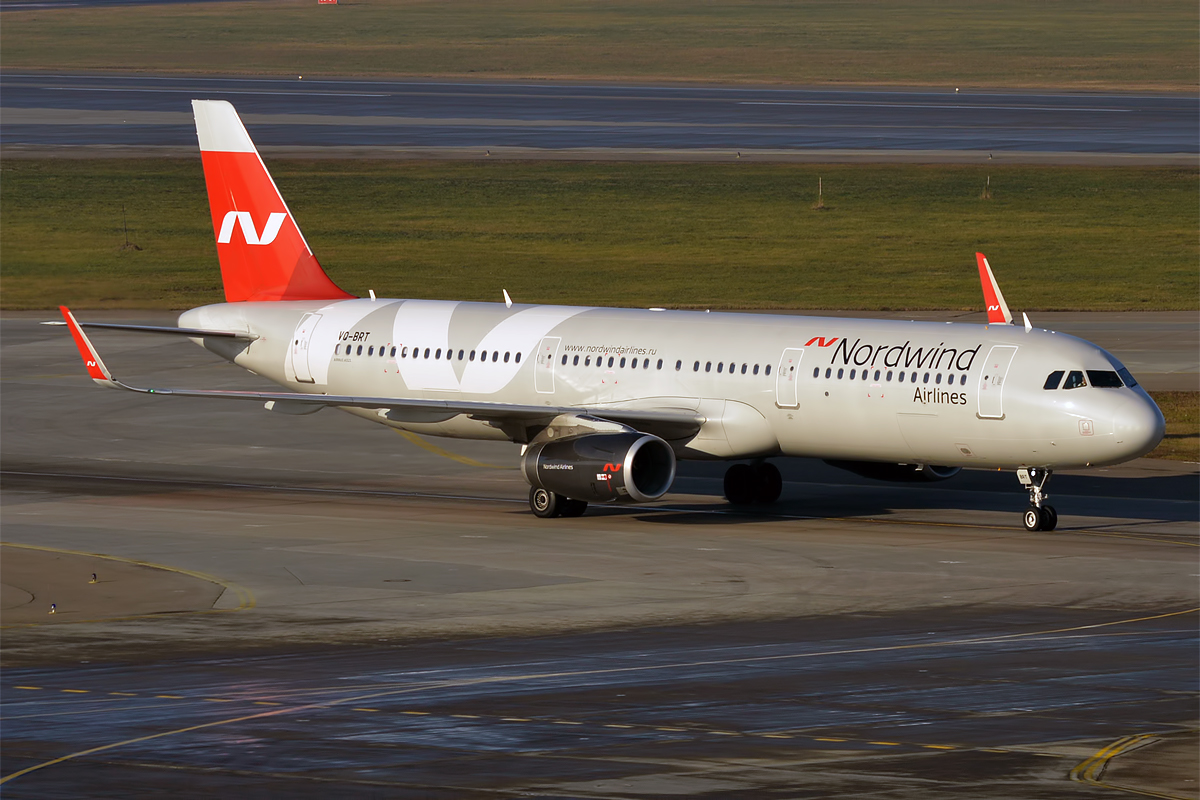
Un Airbus de la compagnie

Nordwind Airlines (en russe : ООО «Северный ветер») est une compagnie aérienne régulière et charter russe, créée en 2008 et basée à Moscou.
La compagnie figure depuis 2022 sur la liste des compagnies aériennes interdites d'exploitation dans l'Union européenne.

## Histoire
Elle a été fondée en 2008, reliant principalement les aéroports russes avec des destinations touristiques autour de la mer Méditerranée et de l'océan Indien. En date de 2014, Nordwind a un nombre total de 97 destinations, dont 8 pays et 22 villes en Europe, 8 pays et 12 villes en Moyen-Orient et en Afrique, 3 pays et 3 villes en Amérique du Sud et 6 pays et 14 villes en Asie. Le nombre de passagers transportés en 2013 de janvier à août est s'élève à 2 257 674 ce qui équivaut à un montant total de l'augmentation de 157 % par rapport à l'année précédente. Ce nombre a atteint 3 089 953 en novembre 2013.

## Flotte

### Flotte actuelle
En avril 2020, la flotte de Nordwind Airlines compte les appareils suivants :

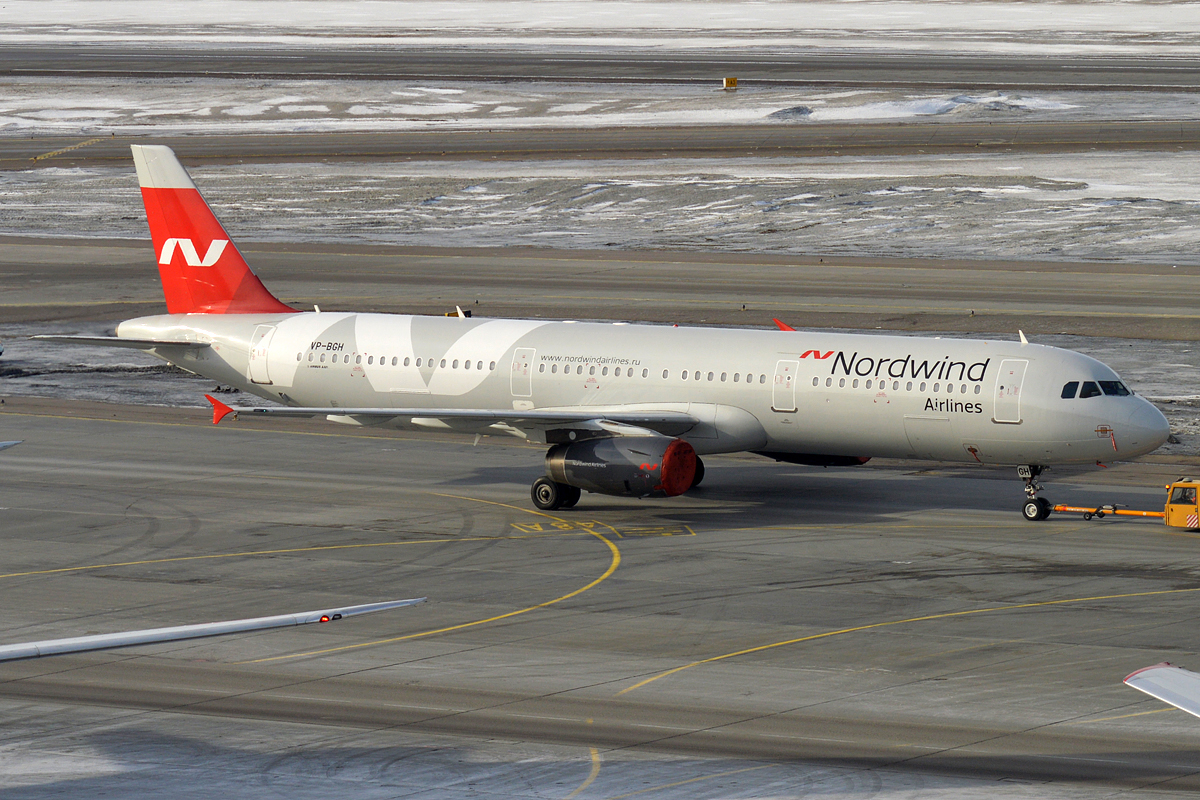
Nordwind Airlines, VP-BGH, Airbus A321-232
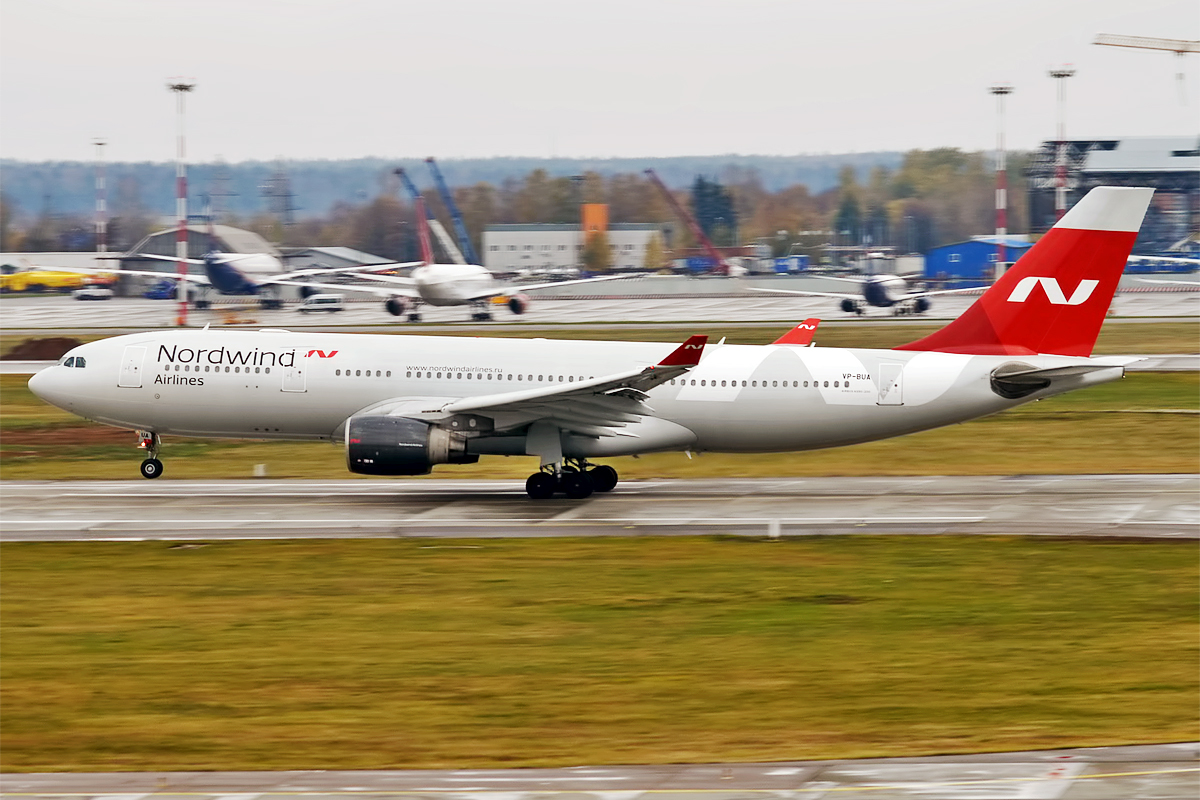
Nordwind Airlines, VP-BUA, Airbus A330-223
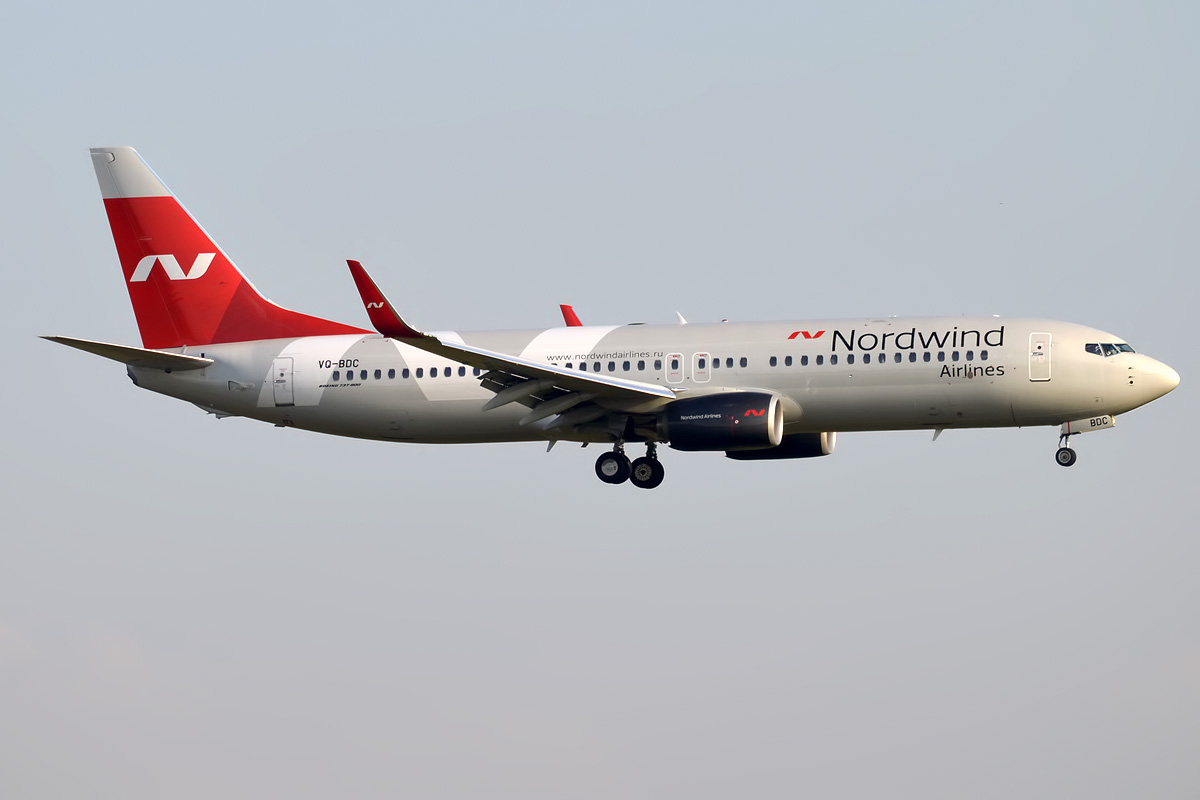
Nordwind Airlines, VQ-BDC, Boeing 737-8SH
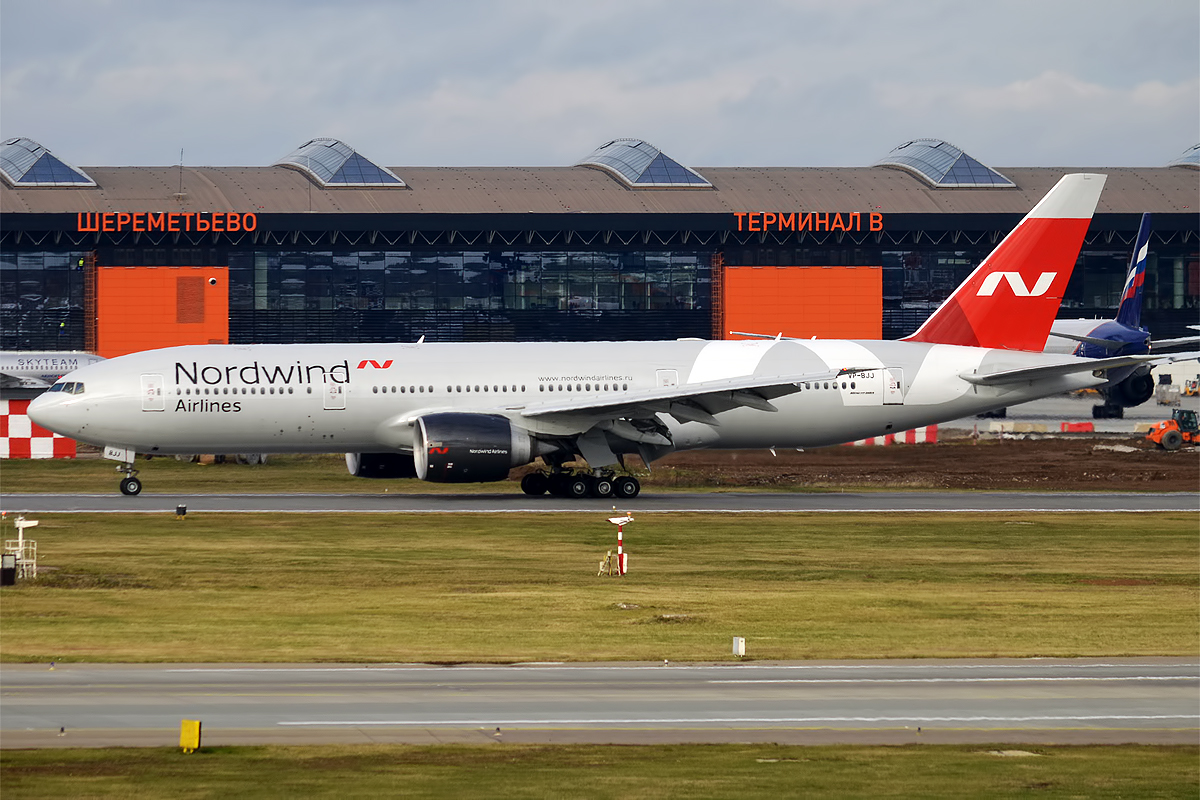
Nordwind Airlines, VP-BJJ, Boeing 777-2Q8 ER

### Flotte retirée
Par le passé, la compagnie a opéré les types d'appareils suivants :
- Boeing 757-200
- Boeing 767-300ER

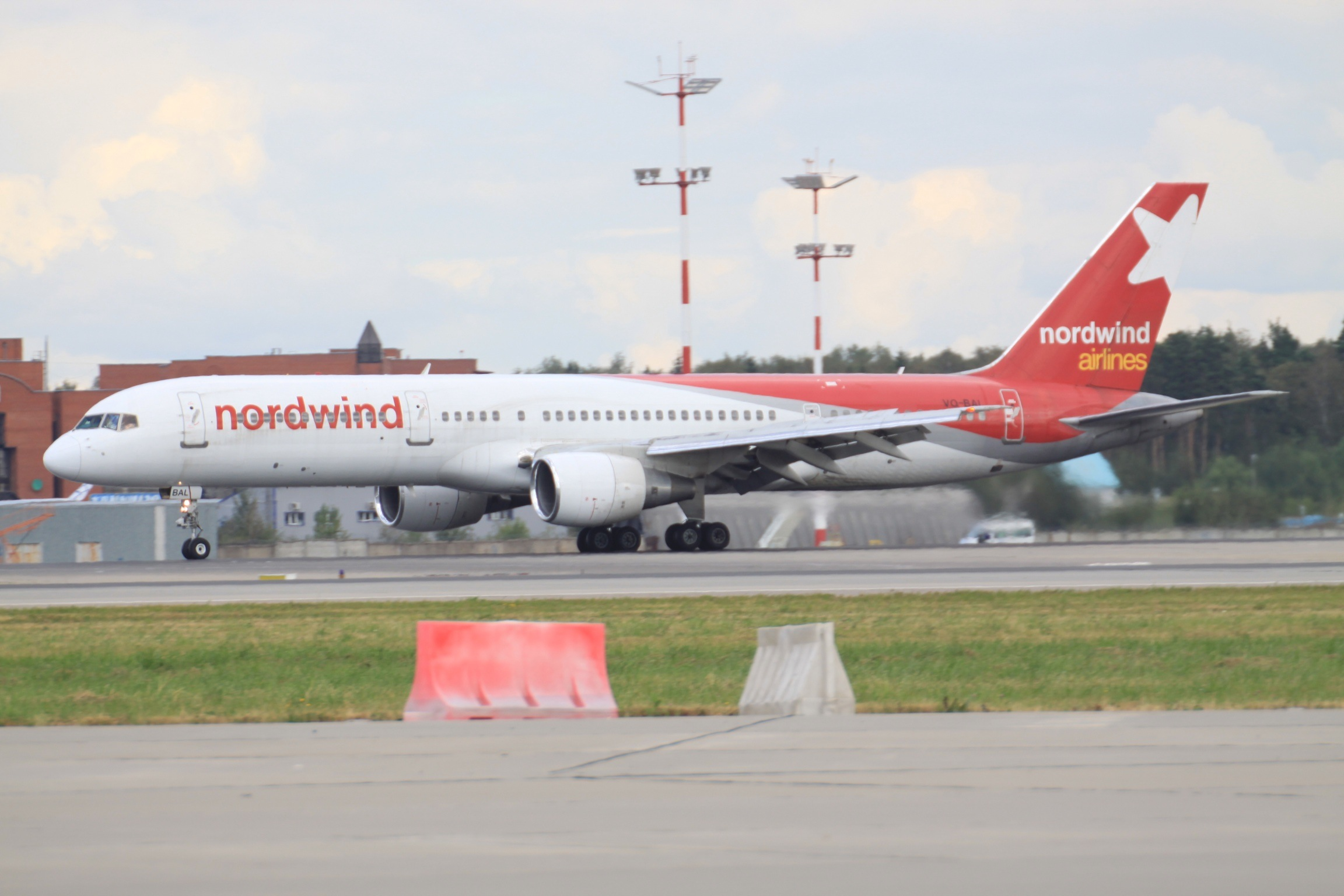
VQ-BAL Boeing 757 Nordwind Airlines
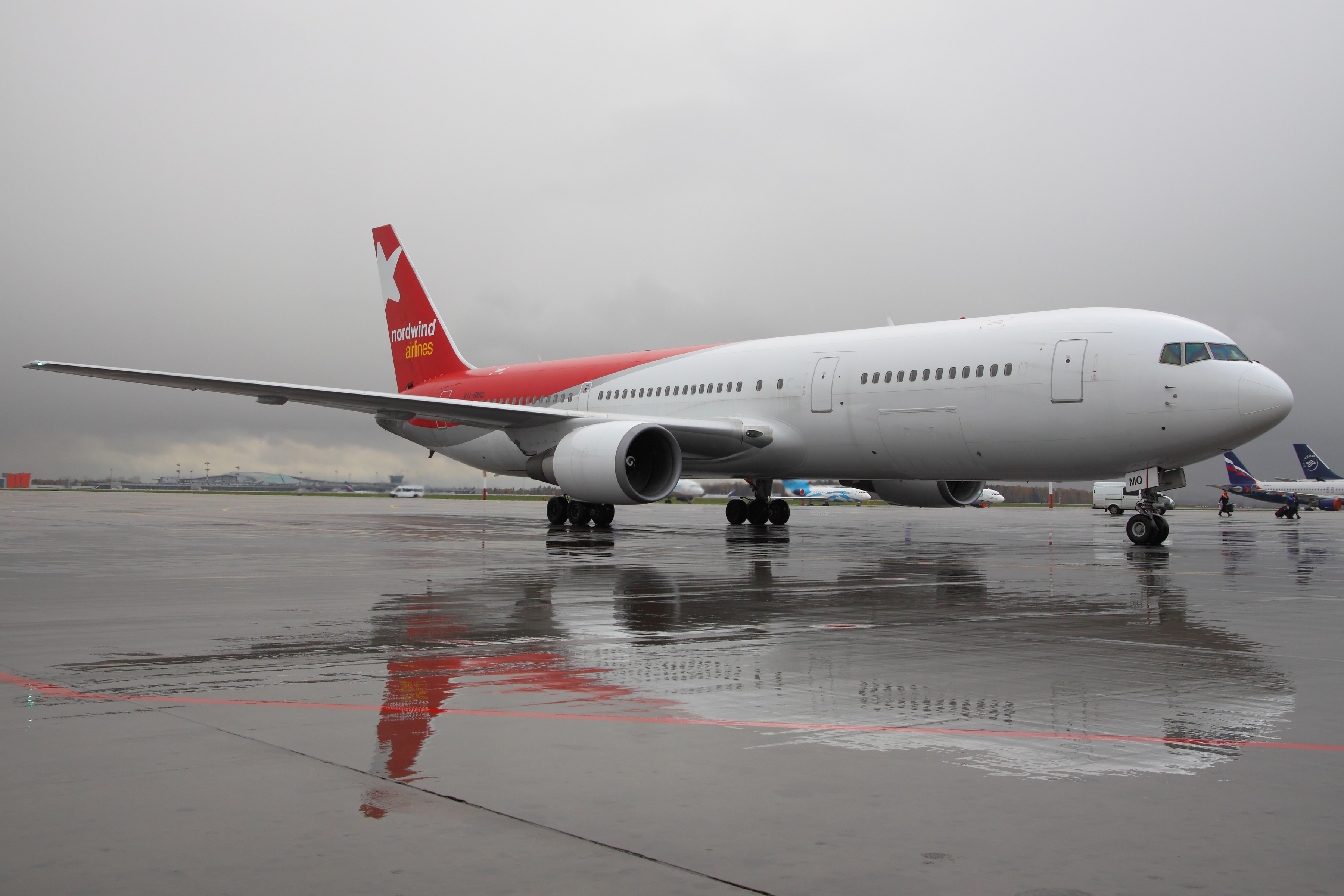
Un ancien Boeing 767 (VQ-BMQ) à l'aéroport de Moscou Cheremetievo
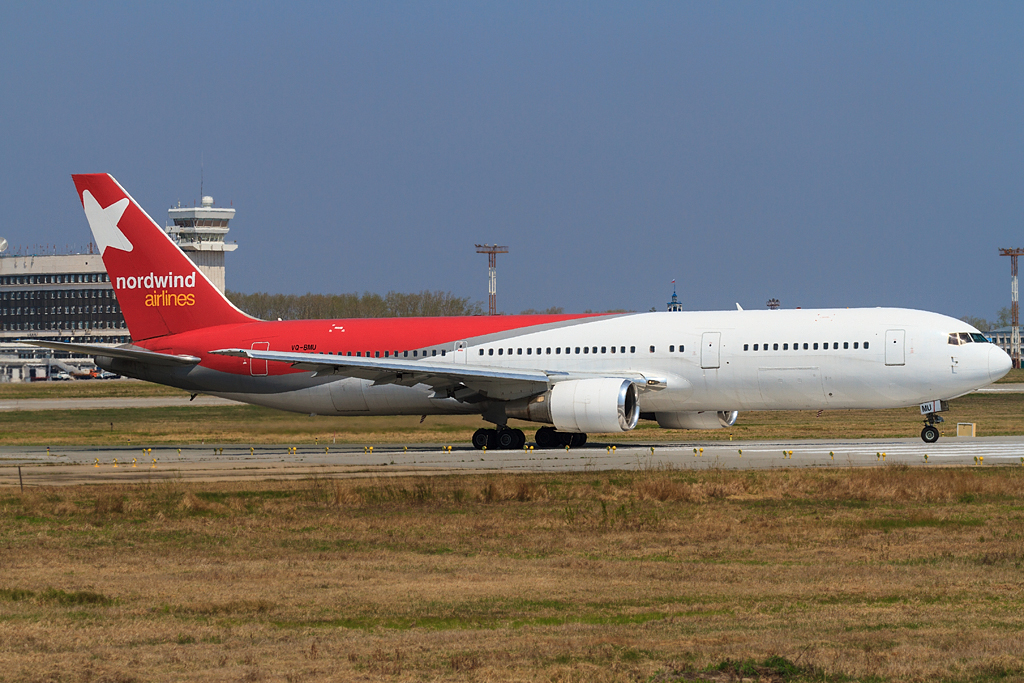
Ancien Boeing 767-300ER de Nordwind Airlines immatriculé VQ-BMU
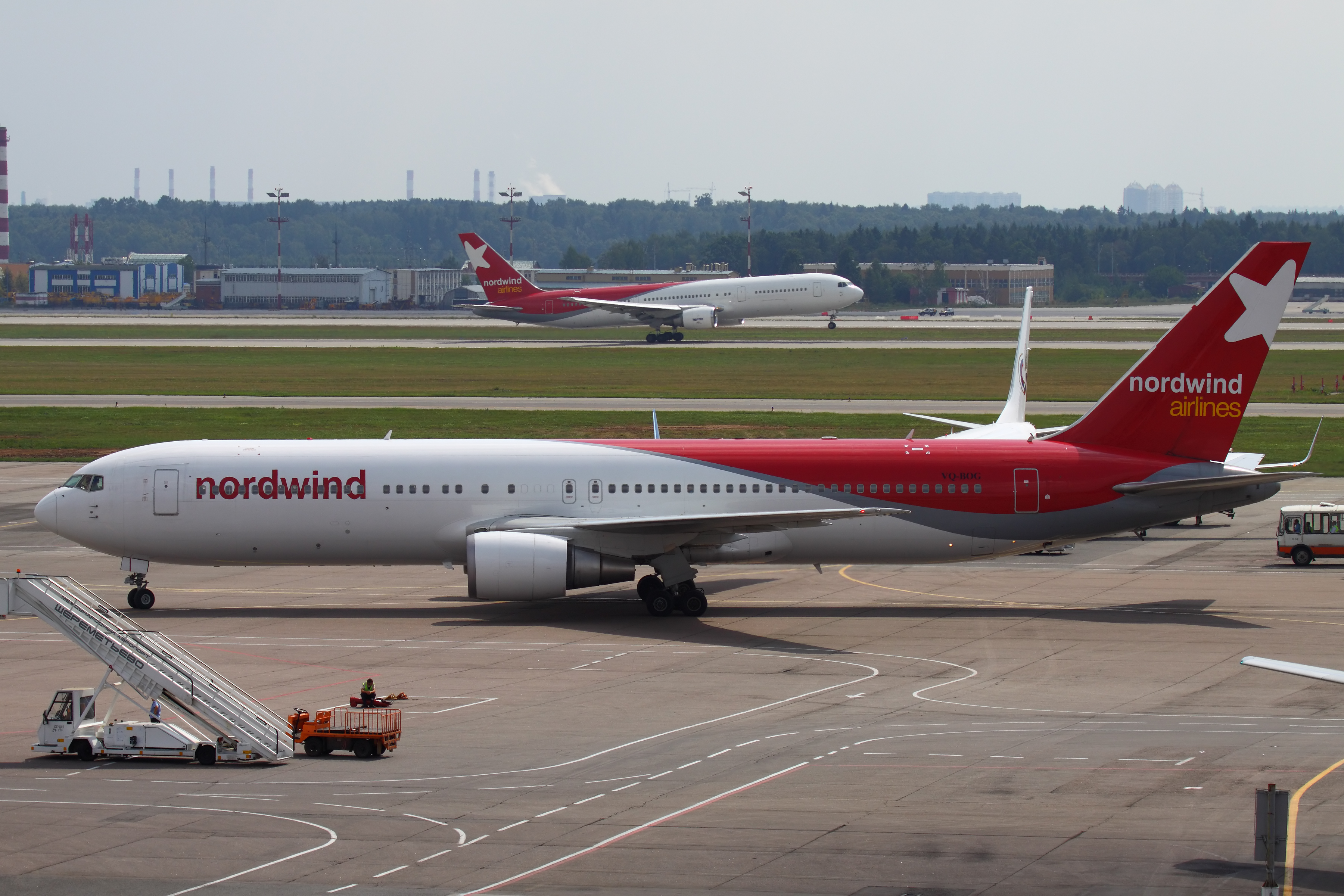
Deux Boeing 767 de Nordwind Airlines à l'aéroport de Moscou-Cheremetievo en 2011.

## Galerie photos

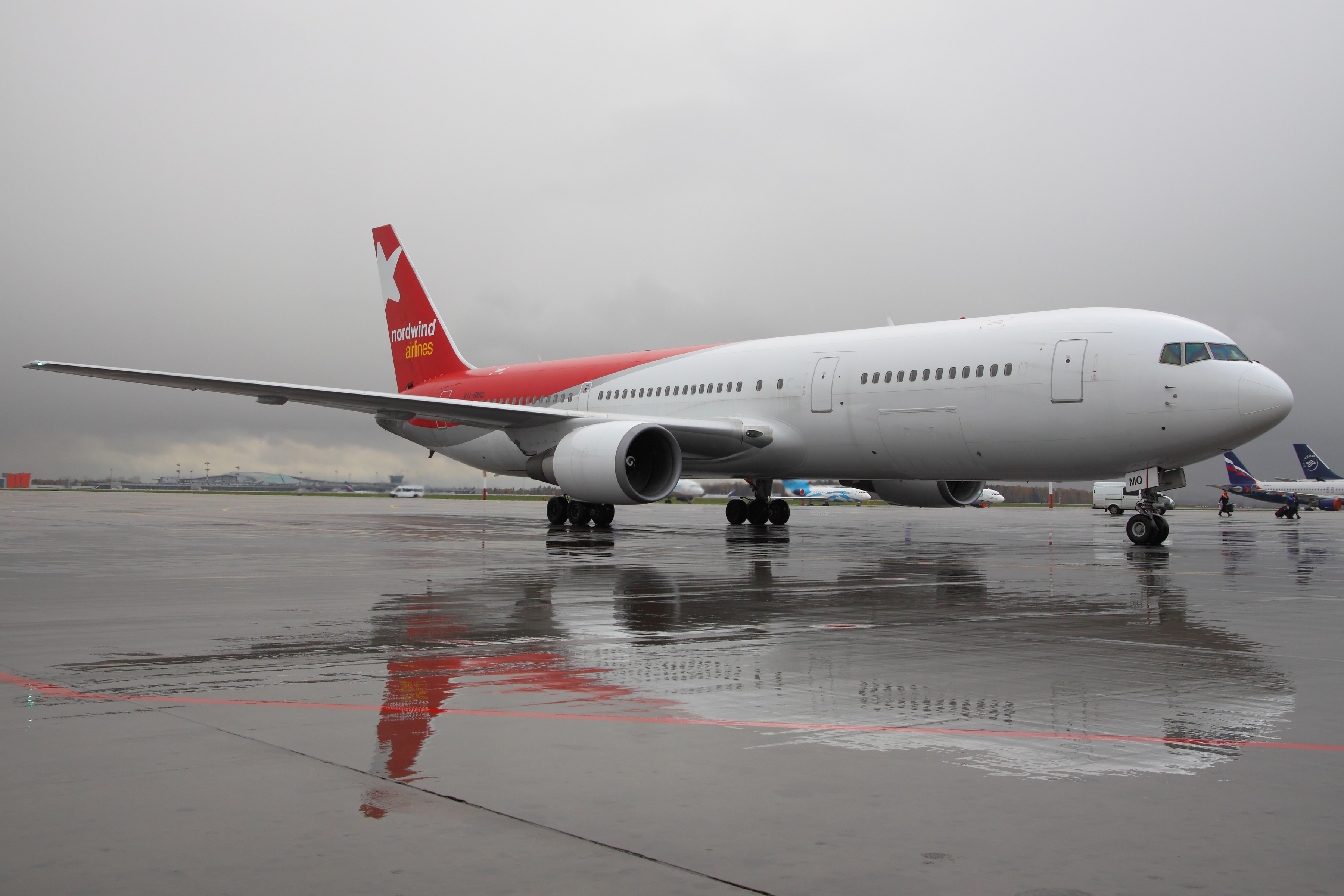
Un ancien Boeing 767 (VQ-BMQ) à l'aéroport de Moscou Cheremetievo
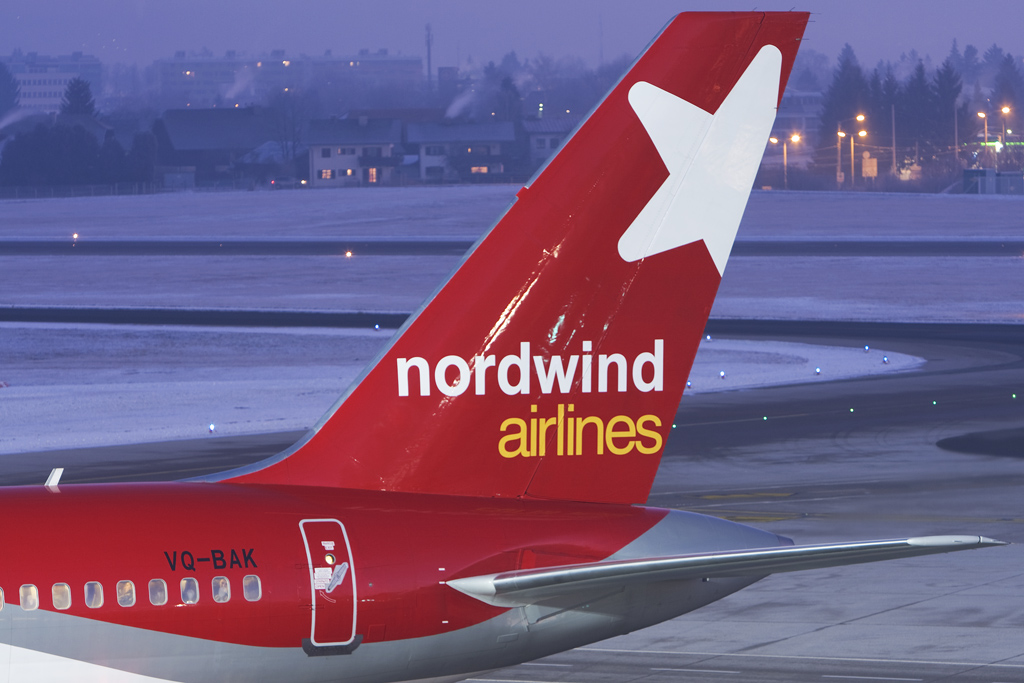
Empennage d'un Boeing 757
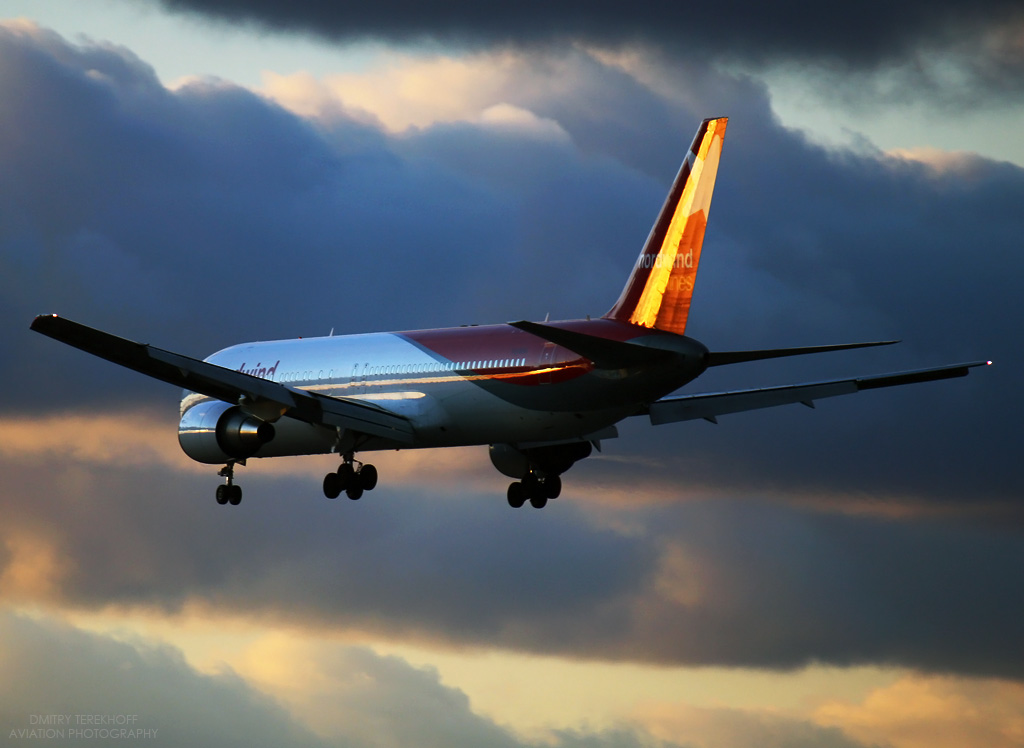
Boeing 767
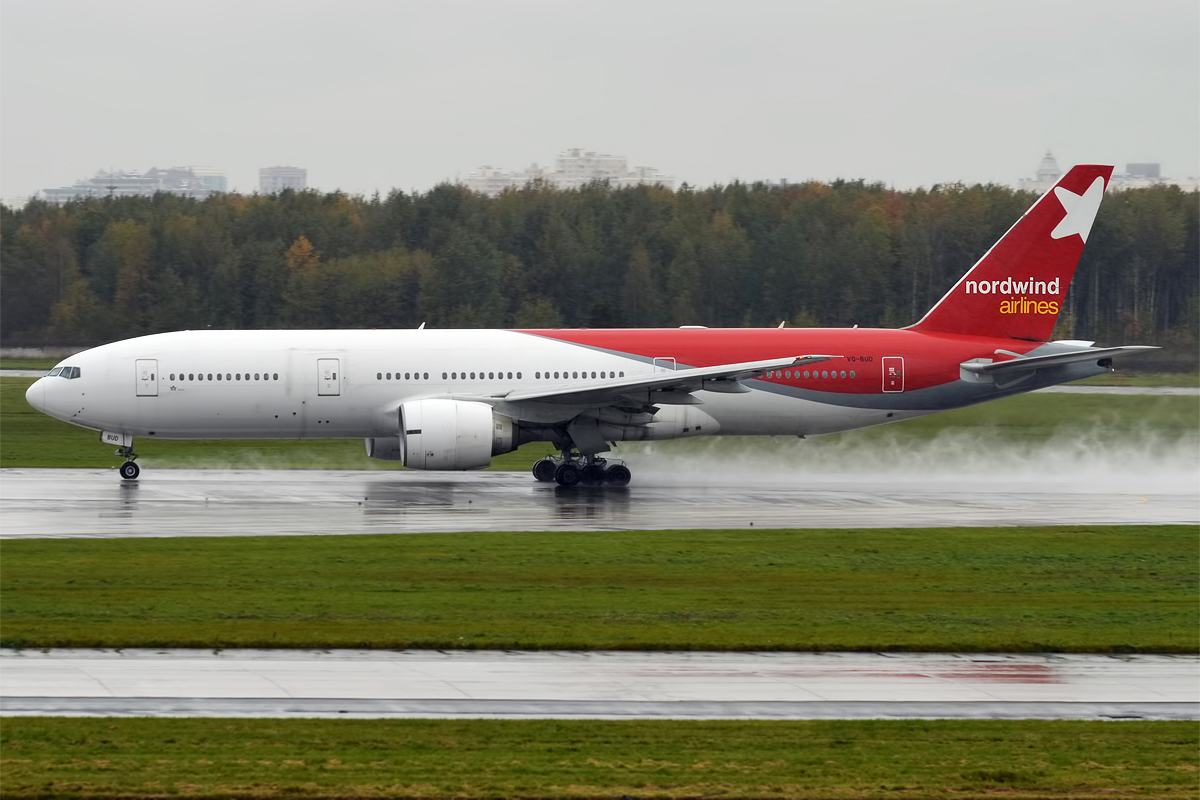
Un Boeing 777-200 de la compagnie